# Stazione di Argenta
La stazione di Argenta è una stazione ferroviaria della linea Ferrara-Rimini, a servizio dell'omonimo comune, di cui è scalo principale in quanto sul suo territorio sono presenti anche gli impianti di Consandolo e di San Biagio.

## Storia
L'impianto fu attivato al servizio pubblico il 31 dicembre 1883, in concomitanza con l'apertura del primo tronco della linea proveniente da Ferrara.
La stazione rimase di testa fino al 10 gennaio 1889, quando fu aperto il tratto diretto a Ravenna.

## Strutture e impianti

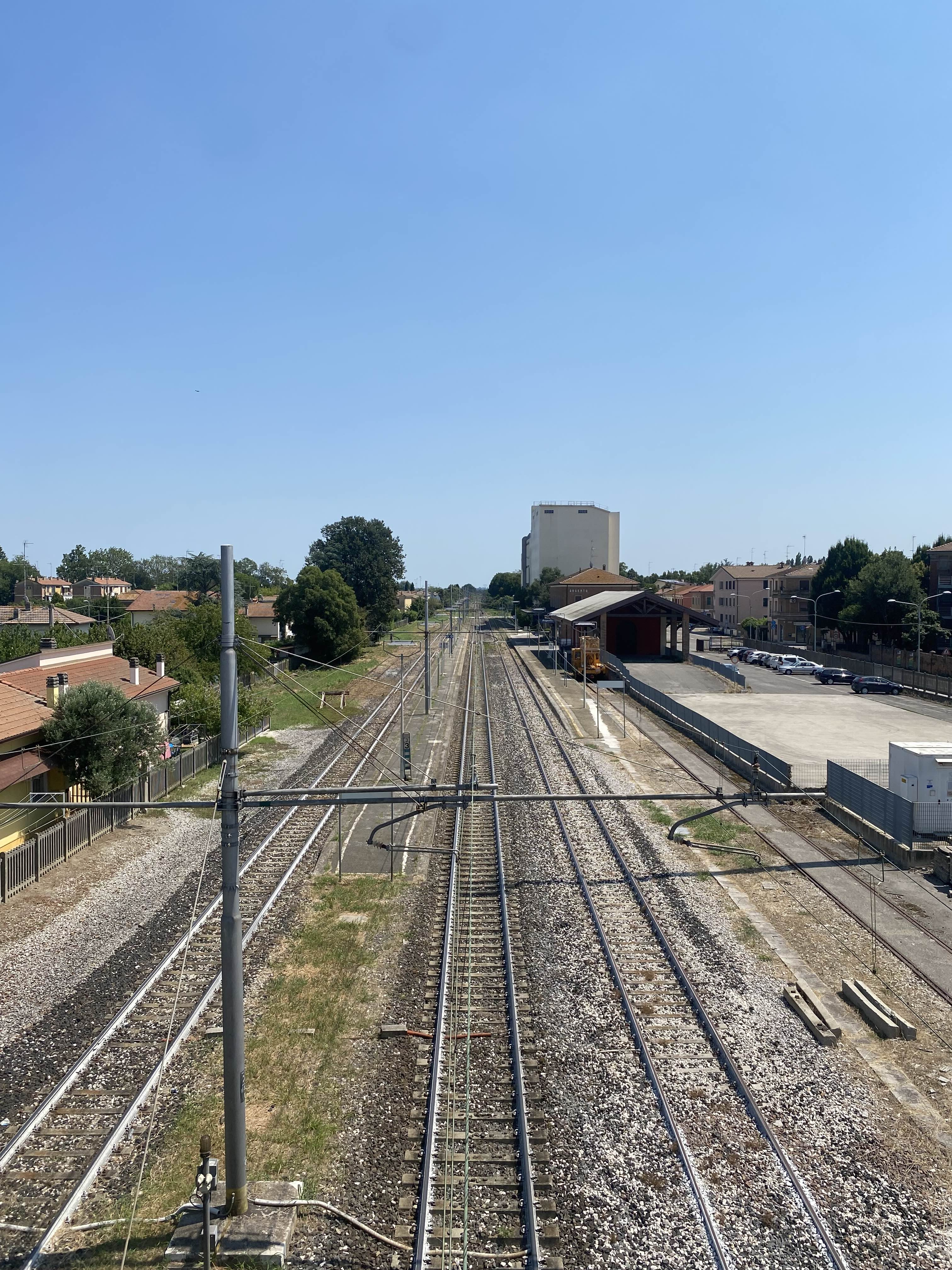
Vista panoramica del piazzale binari

La stazione è gestita da Rete Ferroviaria Italiana (RFI).
Il fabbricato viaggiatori è una struttura in muratura che si sviluppa su due livelli. Il primo piano è una abitazione privata, mentre al piano terra è presente la sala d'attesa e un'area bar, da tempo non assegnata.
Il piazzale si compone di cinque binari: oltre a quello di corsa della linea ferroviaria, sono presenti anche due di raddoppio e due tronchi, a servizio del dismesso scalo merci. Sono presenti i resti di un quarto binario, anch'esso tronco e in asse al fabbricato viaggiatori, e di un altro binario di scalo, in direzione sudest, un tempo a servizio del Molino Sima. I binari adibiti al servizio passeggeri sono serviti da due banchine collegate fra loro da una passerella a raso.
Lo scalo merci, in disuso, è posizionato a nordovest del fabbricato viaggiatori ed era formato da un magazzino e da un piano caricatore; la sua area è stata riconvertita a parcheggio per autoveicoli.

## Movimento
La stazione è servita dai treni regionali svolti da Trenitalia Tper nell'ambito del contratto di servizio stipulato con la regione Emilia-Romagna. Le destinazioni delle corse ferroviarie a servizio della stazione sono Ferrara, Ravenna, Rimini e Suzzara. Il Freccia Orobica effettua fermata presso questo scalo nella stagione estiva e solo nella corsa di ritorno.
A novembre 2019, la stazione risultava frequentata da un traffico giornaliero medio di circa 655 persone di cui 313 saliti e 342 discesi.

## Servizi
- Biglietteria automatica
- Sala d'attesa

L'area dedicata al traffico viaggiatori è dotata di un impianto di videosorveglianza e di comunicazione sonora.

## Interscambi
- Fermata autobus[7]
- Taxi